# (848) Inna
(848) Inna ist ein Asteroid des Hauptgürtels, der am 5. September 1915 vom russischen Astronomen Grigori Nikolajewitsch Neuimin in Simejis entdeckt wurde.
Benannt ist der Asteroid nach der russischen Astronomin Inna Nikolaewna Leman-Balanowskaja.